# Catena Mesolcina
La Catena Mesolcina (detta anche Catena Tambò-Forcola) è un gruppo montuoso delle Alpi dell'Adula che segna il confine tra l'Italia (Lombardia) e la Svizzera (Canton Grigioni) tra il Passo San Jorio ed il Passo dello Spluga.
Prende il nome dalla Val Mesolcina che la delimita ad ovest. Si chiama anche Catena Tambò-Forcola dalle sue due vette più significative: il Pizzo Tambò ed il Piz della Forcola.

## Classificazione
Secondo la SOIUSA la Catena Mesolcina è un supergruppo alpino con la seguente classificazione:
- Grande parte = Alpi Occidentali
- Grande settore = Alpi Nord-occidentali
- Sezione = Alpi Lepontine
- Sottosezione = Alpi dell'Adula
- Supergruppo = Catena Mesolcina
- Codice = I/B-10.III-D

## Limiti geografici
Ruotando in senso orario i limiti geografici sono: Passo dello Spluga, torrente Liro, fiume Mera, Lago di Como, torrente Liro, Passo San Jorio, torrente Morobbia, Bellinzona, Val Mesolcina, Passo del San Bernardino, Rheinwald, Splügen, Passo dello Spluga.

## Suddivisione
Secondo la SOIUSA la Catena Mesolcina è suddivisa in due gruppi e due sottogruppi:
- Gruppo Tambò-Pian Guarnei (9)
  - Gruppo Tambò-Curciusa (9.a)
  - Costiera Pian Guarnei-Piz Pombi (9.b)
- Catena Piz della Forcola-Pizzo Paglia (10)[2]

## Montagne
Le montagne principali della Catena Mesolcina sono:
- Pizzo Tambò - 3.276 m
- Pizzo dei Piani - 3.158 m
- Pizzo Ferré - 3.103 m
- Piz Corbet - 3.026 m
- Pizzo Quadro - 3.015 m
- Cime di Val Loga - 3.004 m
- Piz de la Lumbreida - 2.983 m
- Piz Pombi - 2.967 m
- Einshorn - 2.944 m
- Guggernüll - 2.886 m
- Cima di Barna - 2.862 m
- Pizzo Tamborello - 2.858 m
- Pizzo Curciusa - 2.853 m
- Pizzo Uccello - 2.724 m
- Pizzo del Torto - 2.723 m
- Pizzo Truzzo - 2.722 m
- Piz della Forcola - 2.675 m
- Pizzo Paglia - 2.594 m
- Pizzaccio - 2.589 m
- Pizzo Roggione - 2.576 m
- Pizzo Cavregasco - 2.535 m
- Alpetlistock - 2.393 m
- Cima dello Stagn - 2.380 m
- Monte Berlinghera - 1.930 m